# ウィテロ

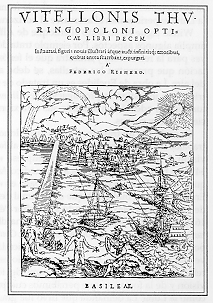
Vitellonis Thuringopoloni opticae libri decemの表紙

ウィテロ(Witelo; Erazmus Ciolek Witelo; Witelon; Vitellio; Vitello; Vitello Thuringopolonis; Vitulon; Erazm Ciołek)は、13世紀ポーランドの修道士、神学者、物理学者、自然哲学者、数学者である。1230年頃に恐らくレグニツァで生まれ、1280年より後、1314年より前に死去した。ウィテロはポーランドの哲学の歴史では重要な人物である。月には、彼の名前にちなんだウィテロというクレーターがある。

## 人生
ウィテロの母はポーランドの貴族の出身で、父はドイツのテューリンゲン州からの移民だった。彼は自身のことをラテン語で"Thuringorum et Polonorum filius" 、つまり「テューリンゲン人とポーランド人の息子」と呼んでいる。彼は1260年頃にパドヴァ大学で学び、その後ヴィテルボに移って、アリストテレスの著書の翻訳者であるWilliam of Moerbekeと出会った。1270年から1278年に書かれた、現存するウィテロの主要な著書であるPerspectivaは、ウィリアムに捧げられている。

## Perspectiva

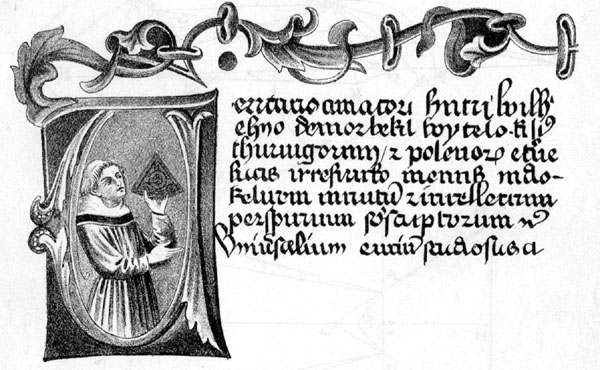
De Perspectivaの原稿のページと著者のウィテロ

ウィテロのPerspectivaの多くの部分は、アラブ人の博学者イブン・アル・ハイサムに基づいており、ヨハネス・ケプラー等の後世の科学者に大きな影響を与えた。ウィテロの光学に関する説明は、アル・ハイサムのKitab al-manazir (The Book of Optics; De aspectibus or Perspectivae)のラテン語版と対応するところが多く、どちらもフリードリッヒ・ライズナー版のOpticae Thesaurus (Basel, 1572)に収録された。
ウィテロのPerspectivaは、ルネサンス期の遠近法の理論にも大きな影響を与えた。ロレンツォ・ギベルティのCommentario terzo (Third Commentary)は、Perspectivaのイタリア語版に基づいている。
Perspectivaには、プラトンの形而上学についての議論も含まれている。ウィテロは、知性と肉体は因果律で繋がれており、神の放つ光の形で神から生じると主張した。ウィテロにとっては、光そのものが全ての実在の始まりであった。光に対する彼の観点は、アル・ハイサムのものと近かったが、ロジャー・ベーコンの考えとも似ていた。

## その他の研究
Perspectivaでは、彼の以前の他の分野の研究も引用されている。その多くは現存していないが、De Natura DaemonumとDe Primaria Causa Paenitentiaeは復刻されている。
ウィテロは他にも、今日で言う連想や潜在意識の概念と近いアイデアを含む心理学の論文等も書いている。